# Seznam luganských administrátorů a biskupů
Toto je seznam administrátorů a biskupů diecéze Lugano:

## Apoštolští administrátoři
- 1884–1886 Eugène Lachat
- 1887–1904 Vincenzo Molo
- 1904–1916 Alfredo Peri-Morosini
- 1917–1935 Aurelio Bacciarini
- 1936–1968 Angelo Jelmini
- 1968–1971 Giuseppe Martinoli

## Biskupové
- 1971–1978 Giuseppe Martinoli
- 1978–1985 Ernesto Togni
- 1986–1995 Eugenio Corecco
- 1995–2003 Giuseppe Torti
- 2004–2013 Pier Giacomo Grampa
- 2013-2022 Valerio Lazzeri
  - od 2022 Alain de Raemy, apoštolský administrátor